# Новороссийский сельсовет (Амурская область)
Новоросси йский сельсове́т — сельское поселение в Мазановском районе Амурской области.
Административный центр — село Новороссийка.

## История
3 декабря 2004 года в соответствии с Законом Амурской области № 384-ОЗмуниципальное образование наделено статусом сельского поселения.

## Население
| 2002 | 2010 | 2011 | 2012 | 2013 | 2014 | 2015 |
| ---- | ---- | ---- | ---- | ---- | ---- | ---- |
| 359  | ↘331 | ↘329 | ↘321 | ↘316 | ↘292 | ↘277 |
| 2016 | 2017 | 2018 | 2021 |      |      |      |
| ↘275 | ↗284 | ↘279 | ↘204 |      |      |      |

## Состав сельского поселения
| № | Населённый пункт | Тип населённого пункта       | Население |
| - | ---------------- | ---------------------------- | --------- |
| 1 | Новороссийка     | село, административный центр | ↘278      |
| 2 | Слава            | село                         | →1        |